# Waldapfel József
Waldapfel József (Budapest, 1904. október 28. – Budapest, 1968. február 14.) irodalomtörténész, egyetemi tanár, a Magyar Tudományos Akadémia rendes tagja. A reneszánsz és felvilágosodás korabeli magyar irodalom egyik legjelentősebb 20. századi kutatója volt. Elsősorban összehasonlító filológiai kutatásokon alapuló monografikus korszakvizsgálatai jelentősek, illetve mások mellett Heltai Gáspár, Balassi Bálint, Csokonai Vitéz Mihály és Katona József munkásságának, irodalomtörténeti kapcsolatainak és műveik beágyazottságának átfogó kutatása fűződik a nevéhez.
Waldapfel János (1866–1935) pedagógus fia, Waldapfel Eszter (1906–1968) történész, könyvtáros, Trencsényi-Waldapfel Imre (1908–1970) klasszika-filológus, irodalomtörténész és Waldapfel László (1911–1942) matematikus bátyja.

## Életútja
1918–1919-ben részt vett a kommunista ifjúmunkások mozgalmában, ezért középiskolai tanulmányait magánúton kellett befejeznie. 1921-ben beiratkozott a budapesti Pázmány Péter Tudományegyetemre, s 1925-ben itt szerezte meg bölcsészdoktori oklevelét, amelyet 1926-ban magyar–latin szakos tanári képesítéssel egészített ki. 1926-tól két évtizeden át, 1944-ig a budapesti Országos Rabbiképző Intézet gimnáziumában tanított. Ezt követően, 1946-ban a Budapesti Középiskolai Tanárképző Intézet rendes tanár lett, s ugyanebben az évben szerzett magántanári képesítést a fővárosi tudományegyetemen „Élet és irodalom a magyar klasszicizmus koráig” című tárgykörben. 1948-ban kezdte meg oktatói tevékenységét az egyetemi magyar irodalomtörténeti intézetben mint helyettes tanár, majd 1949-től haláláig az intézet igazgatója volt, egyúttal az I. számú magyar irodalomtörténeti tanszék munkáját vezette egyetemi tanárként.

## Munkássága
Egyetemi tanára és mentora, Horváth János útmutatásának köszönhetően szakmai érdeklődése már pályája elején a reneszánsz, illetve a felvilágosodás és a reformkor magyar irodalma, annak filológiai, szövegtörténeti, kronológiai elemzése, továbbá a lírai és drámai műfajok vizsgálata felé fordult. Doktori disszertációját Balassi-problémák címen írta meg. Ebben a korai időszakban születtek olyan jelentős eredményei, mint például Balassi Bálint költeményeinek kronologizálása (1926) vagy a Katona József-művek filozófiai hátterének elemzése (1928). A Bánk bán szerzőjére és munkásságára vonatkozó további kutatásai eredményeként készült el 1942-ben Katona József-monográfiája.
Az 1930-as évektől összehasonlító irodalomtudományi módszerekkel vizsgálta tovább e korszakok magyar irodalmát, valamint annak nemzetközi, főként szerb, horvát, lengyel és olasz irodalmi kapcsolatait. Kiemelkedő jelentőségűek Heltai Gáspár forrásainak és Balassi Szép magyar comoediája itáliai kapcsolatainak feltárására, Balog István Cserny György című drámájának, Az ember tragédiájának összehasonlító vizsgálatára, továbbá Pesti Gábor és Csokonai Vitéz Mihály munkásságára irányuló kutatásai. Átfogó igénnyel, de színesen, népszerűsítő jelleggel dolgozta fel a felvilágosodás és a reformkor magyar irodalmi életét (Ötven év Buda és Pest irodalmi életéből, 1935), mely munkájával akadémiai pályadíját is nyert. Első ízben 1954-ben megjelent felvilágosodás kori irodalmi monográfiája (A magyar irodalom a felvilágosodás korában) három kiadást ért meg.
Irodalomtudósi érdeklődését kortársi problémák is foglalkoztatták. Behatóan foglalkozott Makszim Gorkij irodalmi portréjával, magyarországi kapcsolataival (1958), s elsőként tett kísérletet Komját Aladár irodalomtörténeti helyének kijelölésére (1960).
Két kötetben sajtó alá rendezte Vörösmarty Mihály műveit (1950), Szabolcsi Miklóssal együtt pedig József Attila életművét (1952–1955) készítették elő kiadásra. Ugyancsak a nevéhez fűződik Madách Imre Az ember tragédiája című művének kritikailag felújított kiadása (1954). 1951-től tagja volt a Magyar Klasszikusok sorozat szerkesztőbizottságának. 1949–1950-ben az Irodalomtörténet, 1949-től 1953-ig Az MTA Nyelv- és Irodalomtudományi Osztályának Közleményei című periodika szerkesztője volt. Több, az 1950-es évek elején született irodalomtörténeti egyetemi jegyzet és szöveggyűjtemény összeállítása fűződik a nevéhez.
Fiatal korában álnéven versei jelentek meg. Horatius-fordításokat is közreadott Trencsényi József álnéven (1935), emellett szemelvényes Lenin-fordításokat is megjelentetett (1949).

### Társasági tagságai és elismerései
- Tagja volt a lengyel–magyar kapcsolatok ápolását célul tűző Magyar Mickiewicz Társaságnak is.[3]
- 1948-ban a Magyar Tudományos Akadémia levelező, 1958-ban rendes tagjává választották, de már ezt megelőzően, 1946-tól meghívott tagként részt vett az MTA irodalomtörténeti bizottságának munkájában. 1949-től 1953-ig az Akadémia I. nyelv- és irodalomtudományi osztályának titkári teendőit látta el.
- 1964-ben irodalomtörténészi munkássága elismeréseképpen Madách-díjat kapott.

### Főbb művei
- Ötven év Buda és Pest irodalmi életéből (1780–1830). Budapest: Magyar Tudományos Akadémia. 1935.
- Katona József. Budapest: Franklin. 1942.  = Magyar Írók,
- Forradalom előtt: Budapesti tollrajzok és életképek Petőfi korából. Budapest: Franklin. 1948.
- A XIX. század költői: Tanulmányok. Budapest: Franklin. 1949.
- A magyar irodalom a felvilágosodás korában. Budapest: Akadémiai. 1954.
- Irodalmi tanulmányok: Válogatott cikkek, előadások, glosszák. Budapest: Szépirodalmi. 1957.
- Szocialista kultúra és irodalmi örökség: Tanulmányok, glosszák, kritikák. Budapest: Akadémiai. 1961.
- À travers siècles et frontières: Études sur la littérature hongroise et la littérature comparée. Budapest: Akadémiai. 1968.